# Steve Sumner
Pour les articles homonymes, voir Sumner.
Steven Paul Sumner est un footballeur néo-zélandais, né le 2 avril 1955 en Angleterre et mort le 8 février 2017 en Nouvelle-Zélande. Il évolue au poste de milieu de terrain du début des années 1970 à la fin des années 1980.
Il est le capitaine de la sélection néo-zélandaise lors de leur première participation à une phase finale de Coupe du monde en 1982. En club, il effectue toute sa carrière sur le continent océanique dans les années 1970 et 1980.

## Biographie

### En club
Sumner fait ses débuts en football en Angleterre au Blackpool FC puis au Preston North End FC. En 1973, il déménage en Nouvelle-Zélande et joue au club de Christchurch United AFC durant sept années jusqu'en 1980. Il remporte le Championnat de Nouvelle-Zélande dès sa première année puis deux autres fois en 1975 et 1978 ainsi que trois Coupes de Nouvelle-Zélande. Dans les années 1980, il poursuit sa carrière sportive en Australie au Newcastle United FC et West Adelaide SC avant de revenir en Nouvelle-Zélande au Manurewa (un nouveau titre de championnat et de coupe), Gisborne City AFC (une nouvelle coupe) et termine sa carrière à Christchurch United AFC (un cinquième titre de championnat et une sixième coupe).

### En équipe nationale
Sa carrière internationale s'étend de 1976 à 1988, disputant 105 matchs sous le maillot néo-zélandais ce qui constitue un record. Milieu de terrain offensif, il marque six buts lors d'une victoire 13-0 contre les Fidji pendant la campagne de qualification à la Coupe du monde 1982. Lors de la phase finale disputée en Espagne, il est l'un des 2 seuls néo-zélandais à inscrire un but (en compagnie de Steve Wooddin) lors de la défaite contre l'Écosse sur le score de cinq buts à deux. Ce but est le premier d'une sélection océanique en phase finale de Coupe du monde.
En 1991, il est introduit au temple de la renommée du football néo-zélandais.
Il est le coauteur avec Bobby Almond et Derrick Mansbridge du livre « To Spain the Hard Way », où il retrace son parcours  lors des éliminatoires et de la phase finale de la Coupe du monde.
Il meurt le 8 février 2017 à l'âge de 61 ans.

## Carrière
- 1973-1980 : Christchurch United  Nouvelle-Zélande
- 1981 : Newcastle United Jets  Australie
- 1982 : West Adelaide  Australie
- 1983-1986 : Manurewa  Nouvelle-Zélande
- 1987 : Gisborne City AFC  Nouvelle-Zélande
- 1988-1989 : Christchurch United  Nouvelle-Zélande

## Palmarès
En club
- Champion de Nouvelle-Zélande : 1973, 1975, 1978, 1983 et 1988.
- Vainqueur de la Coupe de Nouvelle-Zélande : 1974, 1975, 1976, 1984, 1987 et 1989.

En sélection
- 58 sélections en équipe de Nouvelle-Zélande.
- Participation à la Coupe du monde 1982 (3 matchs)